# 別所友之
別所友之（1560年－1580年2月2日）是日本戰國時代至安土桃山時代武將。別所氏家臣。別所安治次男。兄長是別所長治，弟弟是別所治定。通稱彦進。

## 生平
永祿3年（1560年）在東播磨國（東播八郡）出生。
從年輕時期開始就因為勇猛而被近隣所知。跟隨兄長別所長治對抗織田信長。受到長治的命令在宮之上（宮ノ上）（兵庫縣三木市福井）防守，但是被織田氏家臣羽柴秀吉擊破，與長治等人在三木城合流並以3200兵開始籠城。但是後來遭到秀吉切斷兵糧的運輸線（三木の干殺し）。天正8年（1580年）己方降伏（三木合戰）。友之先殺死17歲的妻子，再以兄長的脇差切腹自殺。享年21歲（在『信長公記』中記載友之享年是25歲）。
辭世句是。還有妻子的辭世句是。